# Komorerna (ögrupp)
Komorerna är en vulkanisk ögrupp vid norra mynningen av Moçambique-kanalen. Ögruppen är belägen i Indiska oceanen mellan det afrikanska fastlandet och Madagaskar. De största öarna är Grande Comore, Mohéli och Anjouan som tillhör staten Komorerna, och Mayotte som är franskt territorium.